# Liste des maires de Voulpaix
La liste des maires de Voulpaix regroupe les noms des maires de la commune de Voulpaix avec leur date de prise de fonction ainsi que les dates de fin de fonction des maires. Elle comprend aussi les adjoints qui ont dû par intérim assurer le poste de maire car celui-ci a soit démissionner ou il est décédé en cours de mandat.

## Liste des maires
| Période                                  | Période                    | Identité            | Étiquette | Qualité                                                                                        |
| ---------------------------------------- | -------------------------- | ------------------- | --------- | ---------------------------------------------------------------------------------------------- |
| janvier 1809                             | juin 1811                  | Alexis Hanoteaux    |           |                                                                                                |
| juin 1811                                | juin 1816                  | Joseph Viéville     |           |                                                                                                |
| juin 1816                                | janvier 1832               | Henri Favéreaux     |           | Cultivateur                                                                                    |
| janvier 1832                             | 22 avril 1849              | Benjamin Favéreaux  |           | Décédé en cours de mandat et cultivateur                                                       |
| 22 avril 1849                            | 27 mai 1849                | Jules Proisy        |           | Adjoint et maire par intérim à la suite du décès de M. Favéreaux                               |
| 27 mai 1849                              | 20 avril 1864              | Hippolyte Viéville  |           | Décédé en cours de mandat                                                                      |
| 20 avril 1864                            | 13 mai 1864                | Joseph Henninot     |           | Adjoint et maire par intérim à la suite du décès de M. Viéville                                |
| 13 mai 1864                              | 30 mars 1868               | Joseph Henninot     |           | Élu maire après l'intérim et décédé en cours de mandat                                         |
| 30 mars 1868                             | 9 mai 1868                 | Louis-Hector Nollet |           | Adjoint et maire par intérim à la suite du décès de M. Henninot                                |
| 9 mai 1868                               | 20 janvier 1878            | Louis-Hector Nollet |           | Élu maire après l'intérim                                                                      |
| 20 janvier 1878                          | 25 avril 1903              | Adonis Bourgeois    |           | Décédé en cours de mandat (1847-1903)                                                          |
| 25 avril 1903                            | 26 juin 1903               | Lucien Fontaine     |           | Adjoint et maire par intérim à la suite du décès de M. Bourgeois                               |
| 26 juin 1903                             | 17 mai 1908                | Lucien Fontaine     |           | Élu maire après l'intérim (1833-1914)                                                          |
| 17 mai 1908                              | août 1914                  | Gustave Bourgeois   |           | Premier mandat                                                                                 |
| août 1914                                | mai 1916                   | Émile Henninot      |           |                                                                                                |
| mai 1916                                 | 1917                       | Anthime Gaudion     |           |                                                                                                |
| 1917                                     | décembre 1918              | Édouard Harbout     |           |                                                                                                |
| décembre 1918                            | mars 1933                  | Gustave Bourgeois   |           | Deuxième mandat et mort en cours de mandat (1872-1933)                                         |
| mars 1933                                | mai 1933                   | Georges Fiéret      |           | Premier adjoint et intérim                                                                     |
| mai 1933                                 | janvier 1937               | Hector Rathier      |           | Chevalier de la légion d'honneur et mort en cours de mandat (1870-1937)                        |
| janvier 1937                             | février 1937               | Émile Ducloux       |           | Premier intérim et adjoint                                                                     |
| février 1937                             | mai 1940                   | Jean Rathier        |           | Industriel, fils du maire précédent (1900-1960), membre de la SAHVT                            |
| mai 1940                                 | septembre 1944             | Xavier Cunin        |           | Démissionnaire (1874-1955)                                                                     |
| septembre 1944                           | décembre 1944              | Émile Ducloux       |           | Deuxième intérim et adjoint                                                                    |
| décembre 1944                            | mars 1947                  | Émile Ducloux       |           | Maire après l'intérim                                                                          |
| mars 1947                                | mars 1965                  | Gaston Louvet       |           | Agriculteur (1894-1988)                                                                        |
| mars 1965                                | juin 1995                  | Guy Renaux          |           | Agriculteur (1921-2011)                                                                        |
| juin 1995                                | mars 2008                  | Michel Degardin     |           | Professeur d'anglais retraité                                                                  |
| mars 2008                                | En cours (au 25 juin 2020) | Jean-Paul Renaux    |           | Clerc de notaire retraité et fils de l'ancien maire Guy Renaux Réélu pour le mandat 2020-2026, |
| Les données manquantes sont à compléter. |                            |                     |           |                                                                                                |

## Compléments